# Nudo constrictor

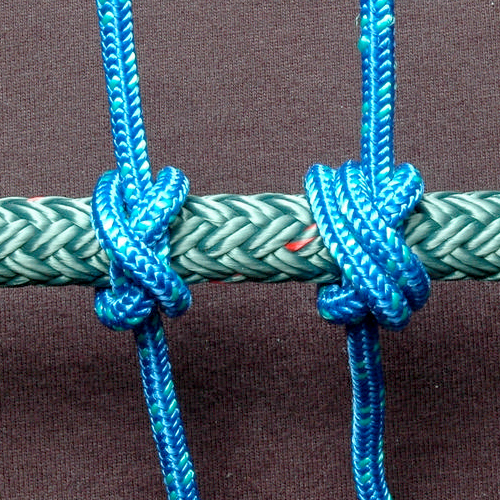
Nudo constrictor

El nudo constrictor, también llamado nudo de molinero o de bolsa es uno de los nudos unidos que poseen un mejor agarre. Simple y seguro, es un nudo duro que puede ser difícil o imposible de desatar una vez que se sujeta. Es hecho de manera similar a un nudo de ballestrinque, pero con un extremo pasado debajo del otro, formando un nudo simple bajo una vuelta.
El nudo constrictor doble es una variación aún más sólida que cuenta con dos vueltas, parecido al llamado Ballestrinque doble.

## Historia
El origen de este nudo muy probablemente se remonta a por lo menos un par de siglos atrás. Aunque Ashley parecía dar a entender que él había inventado el nudo constrictor más de 25 años antes de publicar su The Ashley Book of Knots, ciertas investigaciones indican que él no fue su autor. La publicación de Ashley del nudo en realidad aumentó su difusión.
Aunque la descripción no carece de cierta ambigüedad, se piensa que el nudo constrictor apareció bajo el nombre "nudo de artillero" en el libro de 1866 The Book of Knots, escrito bajo el seudónimo Tom Bowling. Bowling lo describió en relación con al ballestrinque, que él dibujó y llamó el "nudo de constructor".